# تاريخ البنجاب

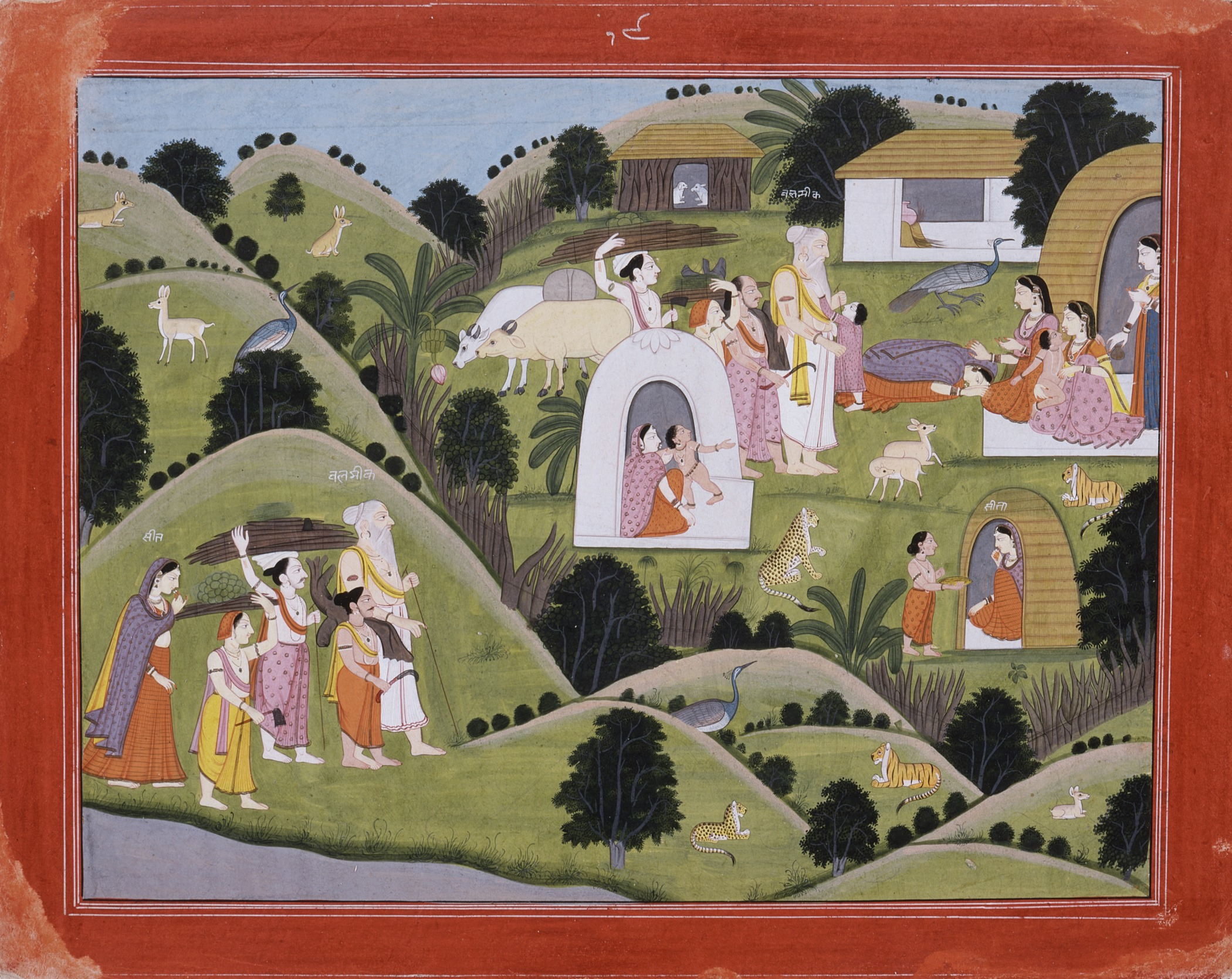

تُشير تسمية تاريخ البنجاب إلى تاريخ إقليم البنجاب، وهي منطقة جيوسياسية، وثقافية، وتاريخية تقع في جنوب آسيا، وتضم مناطق في شرقي باكستان وشمال الهند. يُعتبر إقليم البنجاب التاريخي امتدادًا لحضارة وادي السند، التي اشتُهرت بتقنياتها ووسائل الرفاه المتطورة التي كانت متاحة لقاطني الإقليم.
خلال الفترة الفيدية، عُرف إقليم البنجاب باسم سابتا سيندو، أو أرض الأنهار السبعة. وفي تلك الحقبة، كان الطابع الديني للإقليم هندوسيًا-بوذيًا، وعُرف بالنشاط المعرفي الدؤوب، والتقنية المتقدمة، والفنون. اتّسمت تلك الحقبة بنشوب حروب متقطعة بين عدة ممالك، وفترات سلام مؤقتة دامت في أوقات توحيد الممالك تحت سيطرة الإمبراطوريات الهندية المركزية أو تحت سلطة القوى الغازية.
على إثر وصول الحكم الإسلامي في الهند، والذي تمكن من الحكم لحقبة زمنية طويلة في تاريخ المنطقة، أصبح معظم إقليم البنجاب الغربي مركزًا للثقافة الإسلامية في شبه القارة الهندية. شهدت فترة حكم السيخ بإمرة رانجيت سينغ وإمبراطورية السيخ شهدت إعادة ظهور بعض وجوه الثقافة التقليدية، حتى ألحق البريطانيون الإقليم بحُكم الراج البريطاني.

## التاريخ المبكر

### حضارة وادي السند
يعتقد بعض الباحثين أن أقدم آثار للسكن البشري توجد في إقليم البنجاب ويمكن تقفّيها إلى وادي سوان، الواقع بين نهريّ السند وجيلوم. تمتد هذه الفترة إلى العصر البارد في العصر الجليدي الثاني، إذ اكتُشفت بقايا أدوات حجرية وصوانية يعود تاريخها إليه.
يُعتبر إقليم البنجاب والمناطق المحيطة به موقع آثار حضارة وادي السند، والتي تُعرف أيضًا باسم الحضارة الهاراباية. توجد في هذه المنطقة آثار مدن ذات تاريخ ممتد لآلاف السنين، وأشهرها هي هارابا، وراكيغاراهي، وروبار. إضافة إلى المواقع المذكورة أعلاه، عُثر على المئات من المستوطنات الأثرية بطول المنطقة وعرضها، وتمتد على مساحة تبلغ 100 ميل.

### الفترة الفيدية
تدلّ المؤشرات الأدبية من الفترة الفيدية على تحوّل العديد من أوائل القبائل الصغيرة (جانا) إلى حضارات إقليمية (جانابادا) ومجتمعات غانا سانغا، والتي يمكن ترجمتها لتعني حكم أو جمهوريات الأقليات. بسَط الفيلسوف بانيني تفاصيل هذه الكيانات السياسية في نصوص ريجفدا وأستادهياي. من ناحية أثرية، تتّسق الفترة الزمنية لحكم تلك الكيانات السياسية مع المراحل الموجودة في شقّ سهل الغانج الهندي والحوض الأعلى لنهر الغانج.
يمكن نسبة بعض أوائل قبائل الجانا من ريجفدا بكل يُسر إلى إقليم البنجاب. رغم عدم موثوقية أنماط توزّعهم الجغرافي، فثمة ارتباط وثيق يجمعهم بقبائل بورسوني، وأسيكني، وساتودري، وفيباس، وساراسواتي. عادة ما تتقاطع أنهار إقليم البنجاب مع أماكن تركّز قبائل جانابادا الشرقية. وغالبًا ما تُنسب قبائل ريجفدا مثل دروهيو، وآنو، وبورو، ويادو، وتورفاسا، وبهاراتا، وغيرهم إلى إقليم البنجاب وسهل الغانج-الهندي. ترتبط قبائل ريجفدا الأخرى مثل باكتا، وبهالاناسا، وفيسانين، وسيفا، ترتبط بالمناطق الواقعة شمالي وغربي البنجاب.
يبرز من بين أهم أحداث حقبة ريغ فيدا «حرب الملوك العشرة» والتي دارت رحاها على ضفاف نهر باروسني (والذي يُعرف حاليًا باسم نهر رافي) بين الملك سوداس المنحدر من نسب ترتسو في قبيلة بهاراتا من جهة وحِلف قبَلي ضم عشر قبائل في الجهة المقابلة.
ضمّ حلف القبائل العشرة ضد سوداس خمس قبائل كبرى، هي: دروهيو، وآنو، وتورفاسا، ويادو؛ إضافة إلى خمس قبائل صغيرة: باكتا، وألينا، وبهالانا، وفيسانين، وسيفا. تلقى سوداس الدعم من الحكيم ريشي فاسيشتها، في حين انحاز كاهنه الأسبق، ريشي فيسواميترا، إلى حلف القبائل العشرة.
قبل ذلك الحين هزم سوداس سامفاران وطرده من مملكته هاستينابور، ولم يتمكن من العودة إليها حتى وفاة سوداس.
دارت وقائع المعركة الثانية، والتي تشير إليها المصادر التاريخية باسم ماهابهارات، في إقليم البنجاب في ساحة معركة تُعرف باسم كوركشيترا. اقتتل في هذه المعركة قبيلتا باندافا وكاورافا. حاول دوريودهانا، وهو سليل كورو (الذي كان ابن الملك سمافاران)، أن يُهين أميرة بانتشالي، دراوبادي، انتقامًا لهزائم سلفه سمافاران.
ذكرت النصوص الفيدية العديد من قبائل جاناباد، وأكدتها المصادر التاريخية اليونانية القديمة. ترعرع أفراد قبائل الجانابادا، أو ماهاجانابادا، ذات النفوذ إقليمي كبير، ترعرعوا في سهل الغانج الهندي باستثناء منطقة غاندهارا التي تقع في أفغانستان المعاصرة. وُجد مستوى عالٍ من التواصل بين جميع قبائل الجانابادا في الهند القديمة، إذ ثمة وصف مسجّل عن تبادل القوافل التجارية، وتنقل الطلاب بين الجامعات، ورحلات الأمراء.
اتّصف إقليم البنجاب قبل الإسلام بكونه مركزًا تعليميًا في الهند القديمة ووجود العديد من الأديرة (الأشرم) والجامعات فيه. من أبرز الجامعات برزت تلك التي في تاكسيلا، والتي كانت مكرّسة لدراسة «نصوص الفيدا الثلاثة و18 فرعًا للمعرفة». في أوج نشاطها الثقافي، جذبت جامعة تاكسيلا طلابًا من جميع أنحاء الهند ومن دول الجوار.
عُرف إقليم البنجاب في الفترة الفيدية القديمة باسم سابتا سيندهو، أو أرض الأنهار السبعة. والأنهار السبعة المذكورة أعلاه هي: فيتستا وفيتاماسا (جيلوم)، وأسيكني (تشيناب)، وباروسني وإيرافاتي (رافي)، وفيباسا (بيس)، وساتودري (ستلج).

## الفترة القديمة

### غزو الإسكندر
بعد عبوره نهر السند، استقبل الإسكندر الحاكم الأصلي لتاكشاشيلا، والمعروفة لدى الإغريق باسم تاكسيلا، وغيره من الحلفاء. أُوفِد أونيزيكريتس لمقابلة الزاهدين المحليين للتعرّف على أسلوب حياتهم، ولكن سرت شائعات بخصوص صعوبة التواصل، إذ توجب على اليونانيين استخدام سلسلة من ثلاث مترجمين. ومع ذلك، أُعجب الإسكندر كثيرًا بهؤلاء واصطحب معه فيلسوفًا هنديًا أسماه الإغريقُ كالانوس. طُلب من فيلسوف هندي آخر المجيء لكنه رفض.عندما وصل الإسكندر إلى مالوي وأوكسيدراكاي في العام 325 قبل الميلاد، ادعى الناس أنهم كانوا يعيشون بحرية دائمًا، وهو ما ناقض تمامًا الروايات الفارسية عن حكم المنطقة. بعد ذلك، كان خصم الإسكندر الأول هو الراجا بورس. امتدت جذور العداء بين بورس وتاكسيلز منذ زمن طويل، ورأى تاكسيلز في وصول الإسكندر وسيلة لتصفية الحسابات مع عدوه القديم. تواجه بورس والإسكندر في معركة في هيداسبيس، والتي كانت آخر المعارك الكبيرة في حملة الإسكندر. التقى الجيشان في شهر يونيو، مع هبوب الرياح الموسمية المحليّة (مُنصون)، وكانت تلك أول مرة يرى فيها الإسكندر وجنوده الفيلة في المعارك. تُفيد المصادر الإغريقية أنه بعد هزيمة بورس، استسلمت معظم الجيوش التي كانت تحت إمرته، باستثناء القليل الذين رفضوا الاستسلام مثل شعب سانغالا الذين واجهوا مصير المذبحة. أُعيدت مملكة باورافا إلى بورس، إضافة إلى العديد من الأراضي التي وهبها إياه الإسكندر بنفسه. هزّت المعارك مع بورس معنويات الجيوش المقدونية لفداحة الخسائر التي تكبّدوها. يُقال بأنه نظرًا لعدم حماسة جنوده وحنينهم للوطن، عاد الإسكندر أدراجه عبر مالويس. وفي طريق عودته، هزم الإسكندر العديد من قبائل جانا وجانابادا، وكلّ مَن لم يقبل بسيطرته، تعرّض للقتل. يُذكر إعدام الإسكندر للعديد من البراهمة، وهو ما صدم الهنود. رغم ذلك، لم يبذل الإسكندر جهدًا يُذكر للحفاظ على مكتسبات الأراضي التي غزاها.